# باربرا ستيفنز (مغنية)
باربرا ستيفنز (بالإنجليزية: Barbara Stephens)‏ هي مغنية أمريكية، ولدت في 1 نوفمبر 1939.